# Бабло (фильм)
«Бабло» — фильм 2011 года, дебютная работа режиссёра Константина Буслова. В российский прокат картина вышла 13 октября 2011 года. Несмотря на положительные рецензии, фильм при бюджете в 75 млн руб. собрал только 70,7 млн.. Жанр фильма определён его создателями как коррупционная комедия, его слоган: Кино для тех, кто живёт в 10-е.

## Сюжет
2010 год. В Москве у предпринимателя Григория (Кирилл Сафонов) налоговики требуют взятку в размере 1 000 000 евро. Его друг, обналичник Олег (Яков Кучеревский), договорившись за 100 тысяч евро со своей крышей, полковником Петровичем (Роман Мадянов), руководителем одного из столичных отделов по борьбе с экономическими преступлениями, отправляется вместе с Григорием к налоговикам с купюрами. После ареста налоговиков милиционерами предприниматели возвращаются домой, однако сумку с деньгами из машины крадут два вора-барсеточника — Важа и Каха, использовавших для отвода глаз проститутку Яну (Мария Берсенева).
Взбешённый Петрович требует от своих подчинённых найти похитителей. Тем временем воришки устраивают дебош на Рижском вокзале, и их задерживают сотрудники местного ЛОВД во главе с капитаном Хлопко (Дмитрий Куличков), изымая при этом кейс с деньгами. Поняв, что попало ему в руки, Хлопко пишет рапорт об увольнении по собственному желанию и той же ночью уезжает в родной Харьков.
Крышующий барсеточников авторитет Гога (Георгий Гургулия) узнаёт у майора милиции Зуева (Александр Фисенко), «крыши» публичного дома, в котором работает Яна, где следует искать Хлопко, и вместе с Важей и Кахой отправляется следом. В ту же сторону направляются и сама Яна, и её знакомый бандит Сёма (Владимир Сычёв) со своими подручными.
В Харькове, располагая ошибочной информацией, что родным братом Хлопко является местный уголовник по кличке Хлопок (Олег Протасов), Сёма наведывается к последнему домой, чтобы выведать, где его «брат», но Хлопок твёрдо стоит на своём – он не знает, о ком идёт речь. Поняв, что обознались, бандиты освобождают его и уезжают.
В Москве сутенёр выдаёт милиции информацию об успевшей сбежать Яне, и Петрович вместе с Олегом также улетает в Харьков.
Тем временем капитан Хлопко вместе со своим настоящим братом (Борис Георгиевский) навещают Хлопка, желая вложить деньги в нефтяной бизнес, в котором у него есть полезные знакомства. В это время деньги из квартиры брата воруют Важа и Каха, у которых, в свою очередь, кейс с деньгами отбирают Сёма и Яна.
Тем же вечером в гостинице Яна подливает Сёме клофелин в алкоголь, в результате чего тот засыпает, и сбегает.
Петрович выпивает в бане вместе со своим коллегой из Харькова и тот, дав Олегу ключи от машины, разрешает ему покататься по городу. На одной из центральных улиц Олег замечает Яну и, догнав её, отбирает кейс, после чего силой привозит её к Петровичу. Однако в кейсе вместо денег оказывается телефонный справочник. Догадавшись, что подмену мог совершить только Сёма, пока Яна принимала душ, они едут в гостиницу.
Одновременно в номер со спящим Сёмой наведываются братья Хлопко вместе с Хлопком и сталкиваются с подручными Сёмы. В результате перестрелки приезжие из Москвы убиты, но братьев и Хлопка задерживает прибывшая на выстрелы милиция. Самого же Сёму госпитализируют. Полковник Петрович, Олег и Яна, приехав в опустевший номер, обнаруживают искомые деньги под матрацем.
Действие возвращается в Москву. Яна рассказывает милиции всё о Зуеве, и тот, не дожидаясь увольнения, сам сдаёт удостоверение. В это же время ему звонит невеста и сообщает, что уходит от него. Вне себя от гнева, Зуев срывается на автохаме, не дававшем ему проехать по Садовому кольцу, и открывает по нему огонь из пистолета – однако ни один из выстрелов не оказывается смертельным. После непродолжительной погони Зуева задерживают.
Петрович празднует в ресторане скорое присвоение звания генерал-майора. На праздновании присутствуют и Олег, и Яна, заезжает к ним и Григорий. Петрович торжественно объявляет, что готов вернуть Григорию его деньги, и Олег звонит своему водителю с просьбой принести кейс, лежащий в багажнике автомобиля, однако тот выбрасывает телефон, вместе с кейсом спускается в метро и уезжает.
В последнем кадре перед титрами Важа и Каха на вокзале в Харькове обсуждают необходимость ехать обратно в Москву, поскольку именно в ней крутятся большие деньги.

## В ролях
| Актёр              | Роль                                                    |
| ------------------ | ------------------------------------------------------- |
| Роман Мадянов      | полковник милиции Василий Петрович Колыванов (Петрович) |
| Кирилл Сафонов     | бизнесмен Григорий                                      |
| Яков Кучеревский   | бизнесмен Олег                                          |
| Мария Берсенева    | проститутка Яна                                         |
| Михаил Месхи       | вор-барсеточник Каха                                    |
| Гия Гогишвили      | вор-барсеточник Важа                                    |
| Георгий Гургулия   | бандит Гога                                             |
| Владимир Сычев     | бандит Сёма                                             |
| Александр Фисенко  | майор милиции Сергей Зуев                               |
| Дмитрий Куличков   | капитан милиции Василий Хлопко                          |
| Борис Георгиевский | Степан Степанович Хлопко                                |
| Олег Протасов      | бандит Николай Хлопков («Хлопок»)                       |
| Игорь Арташонов    | инспектор ДПС                                           |
| Сергей Угрюмов     | бизнесмен в караоке                                     |
| Сергей Болотаев    | водитель Олега                                          |
| Константин Буслов  | собутыльник Важи и Кахи (камео)                         |
| Анна Оцупок        | харьковчанка Галя                                       |

## История создания

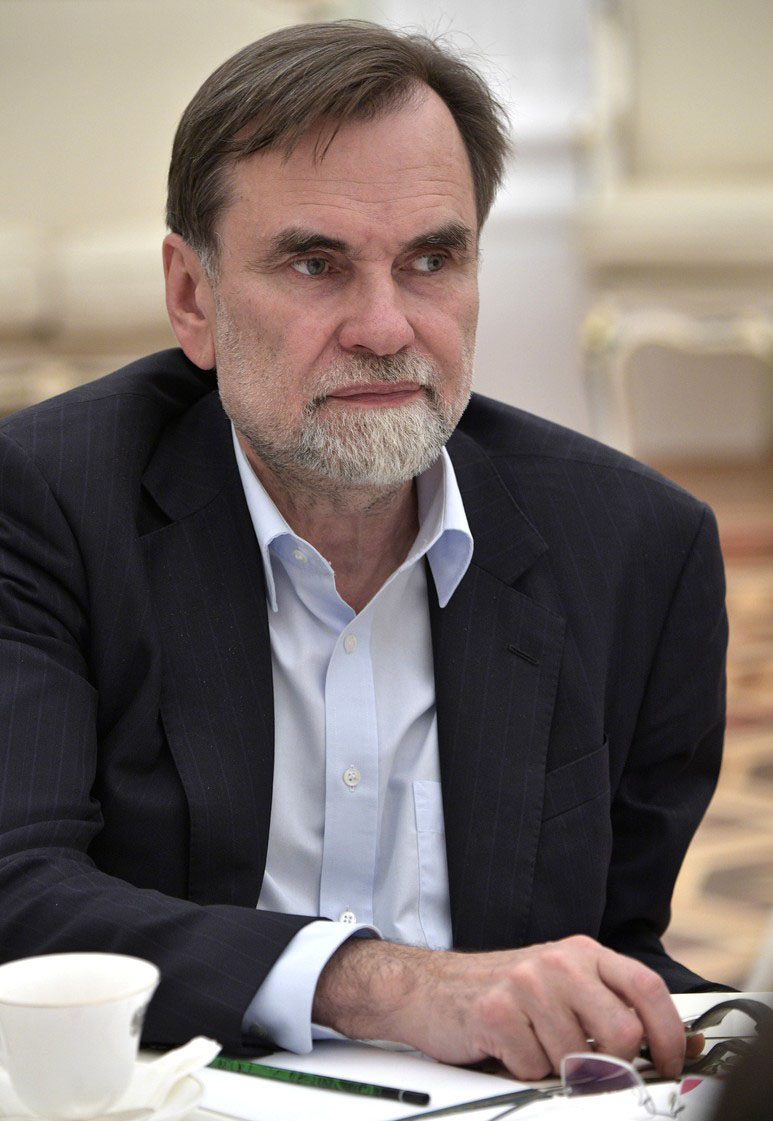
Продюсер фильма «Бабло» Сергей Сельянов

Константин Буслов потратил восемь месяцев на создание сценария фильма, после чего начался кастинг. В создании фильма были привлечены средства государственного Фонда Кино и компании СТВ. Производство картины стартовало летом 2010 года, на съёмки ушло 47 дней. Местом действия картины стали Москва и Харьков. В октябре начался монтаж картины, на который ушло четыре месяца.

## Рекламная кампания
Бюджет продвижения картины составил 40 000 000 рублей. Информационную поддержку проекту оказали «Теленеделя», радиостанция «Авторадио» и Mail.Ru. Для продвижения картины была запущена лотерея «1 000 000 может стать твоим». В поддержку фильма исполнитель N1NT3ND0 записал песню «Бабло», а в песне «Гив ми мани», на которую был снят видеоклип, присутствовали кадры из картины.
Константину Буслову не понравилась рекламная кампания его картины. Он раскритиковал трейлер и постер, созданные прокатчиком «Наше кино», и отметил отсутствие интереса к продвижению у маркетинговой команды дистрибьютора.

## Прокат
Премьера фильма состоялась 29 сентября, а в широкий прокат он вышел 13 октября 2011 года. В премьерный уикенд картина на 600 копиях собрала 34 800 000 рублей ($ 1 100 000). Такой результат занимавшееся аналитикой российского кинорынка издание "КиноБизон" объясняло недоверием российского зрителя к отечественному кино, а также наличием ещё двух премьер.
Во вторую неделю проката фильм на 589 копиях собрал 16 000 000 рублей ($ 517 297), продемонстрировав падение сборов на 54,1 %. За две недели проката картина смогла собрать 63 000 000 рублей ($ 1 973 265), а за всё время проката — $ 2 252 547, тем самым не окупив свой производственный бюджет. К 1 января сборы картины составили 70,7 млн руб., её зрителями стали 352 тыс. человек.

## Реакция кинокритиков
«Бабло» получило положительные отклики кинокритиков. Константин Буслов стал обладателем приза кинофестиваля Кинотавр в категории Лучший дебют, а также был участником премии Ника в номинации Открытие года за свою режиссёрскую работу, но в итоге уступил Дмитрию Астрахану, сыгравшему в фильме Высоцкий. Спасибо, что живой.
Обозреватель журнала Афиша Роман Волобуев поставил картине 3 балла из 5. Он отметил обаятельность картины, а также отсутствие в ней глупых иллюзий насчет устройства российской жизни, так и без немужественных истерик на тему того, как чудовищно запущено все в этой ужасной стране.
Журналист Огонька Андрей Архангельский посчитал картину синтезом авторского и жанрового кино, отметив её отличие от творений Квентина Тарантино. Помимо этого, он отметил отсутствие положительных персонажей в фильме, что объяснил наличием общей идеи у всех его героев — кидалова:
Метафора с переходящим из рук в руки миллионом, который, как выясняется, еще и фальшивый, прозрачна: наш бизнес — это воровство ворованного, поэтому ни у кого богатство не задерживается подолгу. Здесь нет ничего своего, и понять, кому деньги принадлежат на самом деле, невозможно именно потому, что — никому.

## Саундтрек
В фильме использовались композиции различных исполнителей: Михаила Круга (Владимирский централ, Пусти меня ты, мама), Сергея Трофимова (Я скучаю по тебе), Марка Минкова (Незримый бой), Ёлки (Прованс), группы Корчма (Кума), Ніч яка місячна (в исполнении Евгения Дятлова), группы Monte Carlo (Дари дури), The Andrews Sisters (Rum and Coca Cola).